# Cerro El Petacal
El Cerro El Petacal, también conocido como Cerro del Petacal, es una montaña ubicada en Puerta del Petacal, municipio de Tolimán del estado de Jalisco. Originalmente, la formación se conocía como petacaltepetl que en nahuatl se significa «cerro del cofre». Este sitio fue un centro ceremonial donde los pueblos indígenas celebraban a Huehuetéotl. Actualmente es un sitio turístico de la Región Sur de Jalisco.
El Cerro del Petacal tiene una elevación de 1465 metros. El terreno alrededor del Cerro Del Petacal suele ser montañosa, pero en el noroeste es plana.  El área alrededor del Cerro Grande está a 2522 m. s. n. m., a 14.3 km al oeste del Cerro del Petacal. La ciudad más cercana es Tolimán, a 6.5 km al oeste de Cerro del Petacal. 

## Clima
La temperatura promedio es de 25 °C. El mes más cálido es abril con temperaturas que llegan a 30 °C, y el más frío es septiembre con temperaturas de 21 °C. La precipitación promedio es de 1113 mm. por año. 